# Krzyżowa (województwo śląskie)
Krzyżowa – wieś w Polsce, położona w województwie śląskim, w powiecie żywieckim, w gminie Jeleśnia.
W latach 1954–1972 wieś należała i była siedzibą władz gromady Krzyżowa. W latach 1975–1998 wieś administracyjnie należała do województwa bielskiego.

## Położenie
Miejscowość znajduje się w Beskidzie Żywieckim, w dolinie potoku Krzyżówka na wysokości 480–550 m n.p.m. Zabudowania i pola Krzyżówej rozciągają się wzdłuż drogi na odcinku około 5 km pomiędzy Jeleśnią a Korbielowem. Wieś od zachodu otaczają wzniesienie Krzyżowej (725 m) i Groniki (648 m), zaś od wschodu Kiczory (757 m) i Styrk (732 m).

## Opis miejscowości
Na terenie Krzyżowej znajduje się kilka sklepów oraz zajazd „Pstrąg”. Nie ma w Krzyżowej domów wczasowych, a skromna baza noclegowa opiera się na kwaterach prywatnych. Przez Krzyżową biegnie znakowany na żółto szlak turystyczny wiodący przez Wierch Jabłonki (701 m) i Przyborowiec(883 m) do Przyborowa oraz szlak czarny prowadzący w kierunku Hali Miziowej.
Na terenie wsi działalność duszpasterską prowadzi Kościół rzymskokatolicki (parafia Niepokalanego Serca NMP).

## Integralne części wsi
| SIMC    | Nazwa          | Rodzaj    |
| ------- | -------------- | --------- |
| 0055596 | Krzyżowa Dolna | część wsi |
| 0055604 | Krzyżowa Górna | część wsi |
| 0055610 | Niwy           | część wsi |

## Historia
W swojej kilkuwiekowej historii bywało, że Krzyżowa była samodzielną gminą. Zachowana pieczęć z 1850 roku przedstawiała w wolnym polu wzgórze, a na nim symetrycznie rozmieszczonych pięć krzyży. Ponadto Krzyżową przecinał znany już w średniowieczu trakt handlowy wiodący w kierunku Słowacji i Węgier.
Znany jest udział Krzyżowej w pierwszych wyprawach górskich. Z opisu wyprawy Ludwika Zejsznera, z roku 1830, czytamy: „(...) Wioska Krzyżowa zupełnie górskie ma spojrzenie. Tu powszechnie wszystkie pomoce znajduje podróżny do wstąpienia na Babią Górę: koni nawykłych do drapania się w góry, przewodników i nieco żywności”.
Nazwa miejscowości pochodzi od założycieli wsi, jakimi byli Krzyżowscy. Powstanie wsi Krzyżowa, notowane jest w dokumentach z roku 1608. Andrzej Komoniecki pisze w swoim dziele: „Wcześniej, w lesie w tej okolicy, miał krzyż na kształt męki pańskiej znajdować się”.

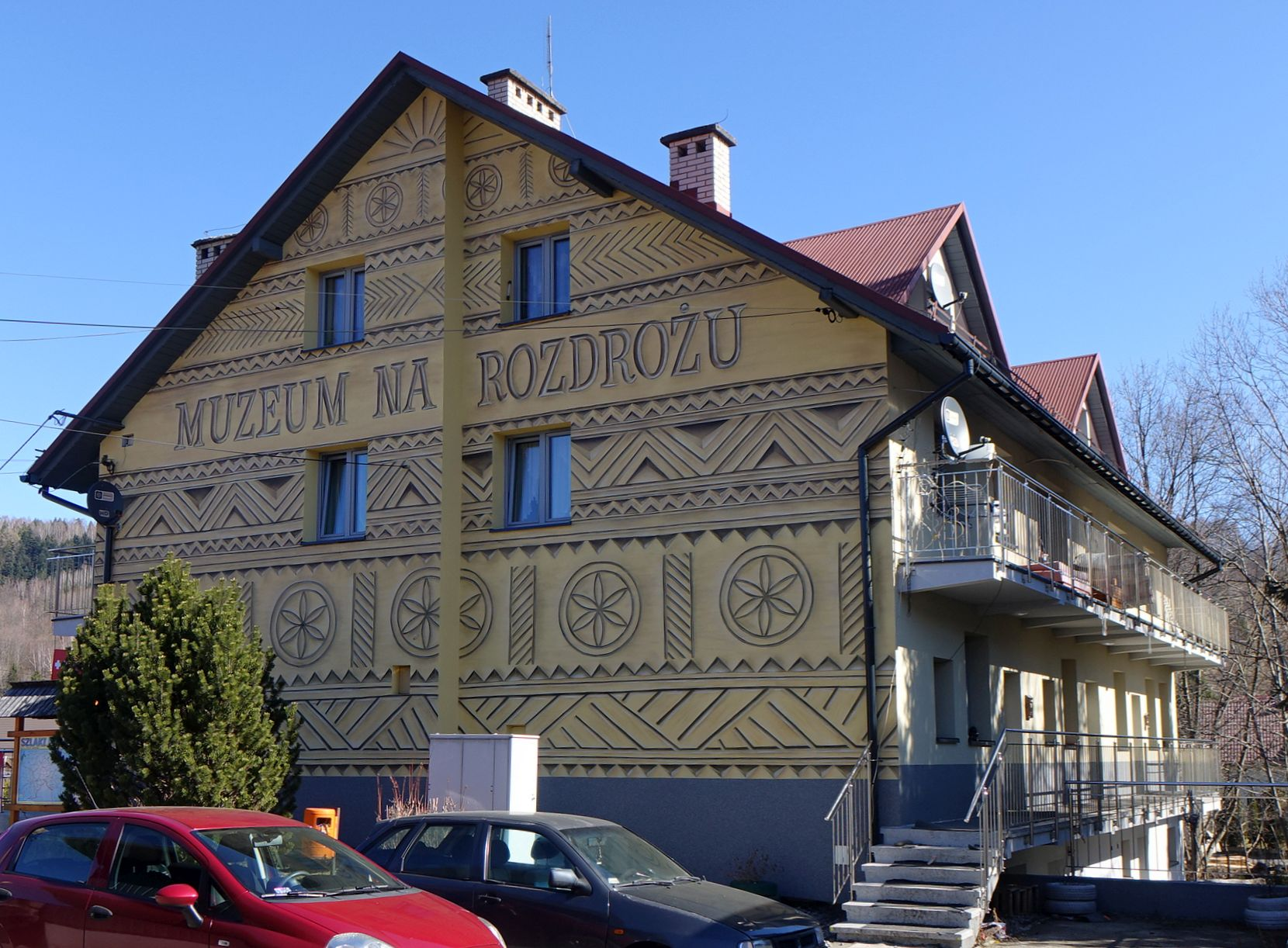
Muzeum na Rozdrożu